# 卢萨卡省
卢萨卡省（英語：Lusaka Province）是赞比亚9個省之一，首府卢萨卡。
面积21,896平方公里，人口1,432,401。省內有贊比西下游國家公園。
15°25′S 29°00′E / 15.42°S 29°E